# 拉氏無鰾鮋
拉氏無鰾鮋，為輻鰭魚綱鮋形目鮋亞目平鮋科的其中一種，為亞熱帶海水魚，分布於西南大西洋烏拉圭及阿根廷海域，棲息深度80-215公尺，體長可達45公分，棲息在底層水域，卵胎生，生活習性不明。

## 扩展阅读
維基物種上的相關：拉氏無鰾鮋